# 사하몽콘 필름 인터내셔널
사하몽콘 필름 인터내셔널(태국어: สหมงคลฟิล์ม อินเตอร์เนชั่นแนล 사하몽콘 필름 인떼르네찬낼[*])은 1970년 창립된 태국의 대형 영화 제작 및 유통회사이다. 이 회사는 파이브 스타 프로덕션이나 RS 필름 등을 앞지르는 태국의 선도적인 영화 회사이다. 창립자이자 최고경영자인 솜삭 떼차라따나쁘라셋이 개인적으로 소유하고 있으며, 경영 총괄도 맡고 있다. 세계적으로 무술 활극 영화로 유명한데, 대한민국에서 개봉한 《옹박 - 무에타이의 후예》, 《옹박 - 두 번째 미션》(《똠얌꿍》), 《옹박: 더 레전드》(《옹박 2》), 《초콜렛》 등이 이 영화사의 영화이다. 이 외에도 태국의 전통과 역사에 관한 영화들을 제작 및 유통하고 있다.

## 제작이나 유통을 맡은 영화
- 《수리요타이》(2001)
- 《999-9999》(2002)
- 《옹박 - 무에타이의 후예》(2003)
- 《전주곡》(2004)
- 《똠얌꿍》(국내명 《옹박 - 두 번째 미션》) (2005)
- 《옹박 2》(국내명 《옹박: 더 레전드》) (2008)
- 《초콜렛》 (2008)
- 《옹박 3》 (2010)